# 井上吉之
井上 吉之（いのうえ よしゆき、1896年11月20日 - 1974年8月21日）は、日本の農学者、教育者。農業化学を専攻、3つの大学で学長を務めた。農学博士。

## 経歴
1896年、和歌山県和歌山市に生まれる。1927年、京都帝国大学農学部農林化学科を卒業。理化学研究所を経て、1932年に京都高等蚕糸学校教授となり、1935年に京都帝国大学助教授、1940年に京都帝国大学教授となった。1957年、日本学術会議会員に選出。1959年に京都大学を退官すると、1960年に東京農工大学長、1966年に鳥取大学学長となった。さらに東亜大学の設立に参画し、1974年に同大学長となった。
1970年1月7日には、講書始の儀に招かれ農業化学に関する講義を行った。

## 受賞歴
- 1955年 - 日本農学会賞
- 1959年 - 日本学士院賞（「窒素配糖体殊にアミノ酸配糖体の研究」）